# Орнела
Теодора Тодорова, по-известна с артистичния си псевдоним Орнела, е българска попфолк певица.

## Биография и творчество
Истинското ѝ име е Теодора Тодорова. Работи за музикална компания „Съни Мюзик“ в периода от 2000 до 2002 г. и издава два самостоятелни албума. След края на музикалната си кариера заминава да работи в чужбина. Към днешна дата изпълнителката живее в Германия и работи като медицинска сестра. Сред най-известните ѝ хитови песни са „Тип-топ“, „Невиждани очи“, „Изпий си кафето“ и „Как боли“.

## Дискография

### Студийни албуми
- Тип-топ (2000)
- Тръгваш ли (2001)